# Daddy's Head
Daddy's Head es una película británica de terror folclórico de 2024 dirigida por Benjamin Barfoot, que tuvo su estreno en el Fantastic Fest el 22 de septiembre de 2024 y fue lanzada a través de Shudder el 11 de octubre.

## Premisa
Tras el funeral de su padre James (Charles Aitken), quien falleció en un accidente automovilístico, Isaac (Rupert Turnbull) y su madrastra Laura (Julia Brown) son acechados por una extraña criatura que comienza a rondar la casa.

## Reparto
- Rupert Turnbull como Isaac
- Julia Brown como Laura
- Charles Aitken como James
- Nathaniel Martello-White como Robert
- Mary Woodvine como Mary
- Nila Aalia como Heather
- Matthew Allen como La Criatura
- Lexi Austin-Jones como Alex
- Delta como Bella
- Lucy Doyle como la Dra. Alice Way
- Phillipa Flynn como Louise
- Stella Gonet como Ava
- Kaisa Hammarlund como Miranda
- Alice Handoll como Bridgette
- James Harper-Jones como Isaac (adulto)
- Deepica Stephen como Saanvi

## Recepción
El agregador de reseñas web Rotten Tomatoes le otorgó un 85 % de 32 críticas positivas, con una calificación promedio de 6.6/10. Metacritic, que utiliza un promedio ponderado, le asignó un puntaje de 69 sobre 100, basado en cuatro críticas, e indicó «reseñas generalmente favorables». Brian Tallerico, de RogerEbert.com, le otorgó 3 de 4 estrellas, destacando sus similitudes con The Babadook y Under the Skin, y escribió: «Todo funciona principalmente gracias a la supervisión de Barfoot sobre los agudos elementos técnicos de la película, que incluyen un diseño de producción, fotografía y montaje fantásticos». Phil Hoad, de The Guardian, le dio 3 de 5 estrellas y comentó: «un monstruo o lo sobrenatural como manifestación de emociones incontenibles no es precisamente una idea nueva, especialmente dentro del llamado “terror elevado”... Daddy’s Head adopta esta táctica cada vez más común y logra refrescarla con una criatura excepcional y un gran diseño de producción».
Alison Foreman, de IndieWire, le otorgó una calificación de B y escribió: «es poco probable que esta película se convierta en una de esas que los fanáticos del género revisiten con frecuencia, pero dentro de las historias de fantasmas inquietantes y a medio cocinar, los suscriptores de Shudder podrían encontrar cosas peores que este dolor de cuello a medias bueno y a medias malo». Spencer Perry, de ComicBook.com, la calificó con 2.5 de 5 estrellas y comentó: «En cuanto a derivados de The Babadook de Jennifer Kent, ha habido peores, pero esta película tampoco hace lo suficiente para diferenciarse de otras que han intentado imitar el éxito de aquella».